# HD 36960
HD 36960 är en ensam stjärna i den södra delen av stjärnbilden Orion. Den har en skenbar magnitud av ca 4,78 och är svagt synlig för blotta ögat där ljusföroreningar ej förekommer. Baserat på parallaxmätning inom Hipparcosuppdraget på ca 2,0 mas, beräknas den befinna sig på ett avstånd på ca 1 600 ljusår (ca 500 parsek) från solen. Den rör sig bort från solen med en heliocentrisk radialhastighet på ca 28 km/s.
HD 36960 är en blå till vit stjärna i huvudserien av spektralklass B0.5 V. Den har en massa som är ca 16 solmassor, en radie som är ca 5,6 solradier och har ca 20 000 gånger solens utstrålning av energi från dess fotosfär vid en effektiv temperatur av ca 29 00 K.

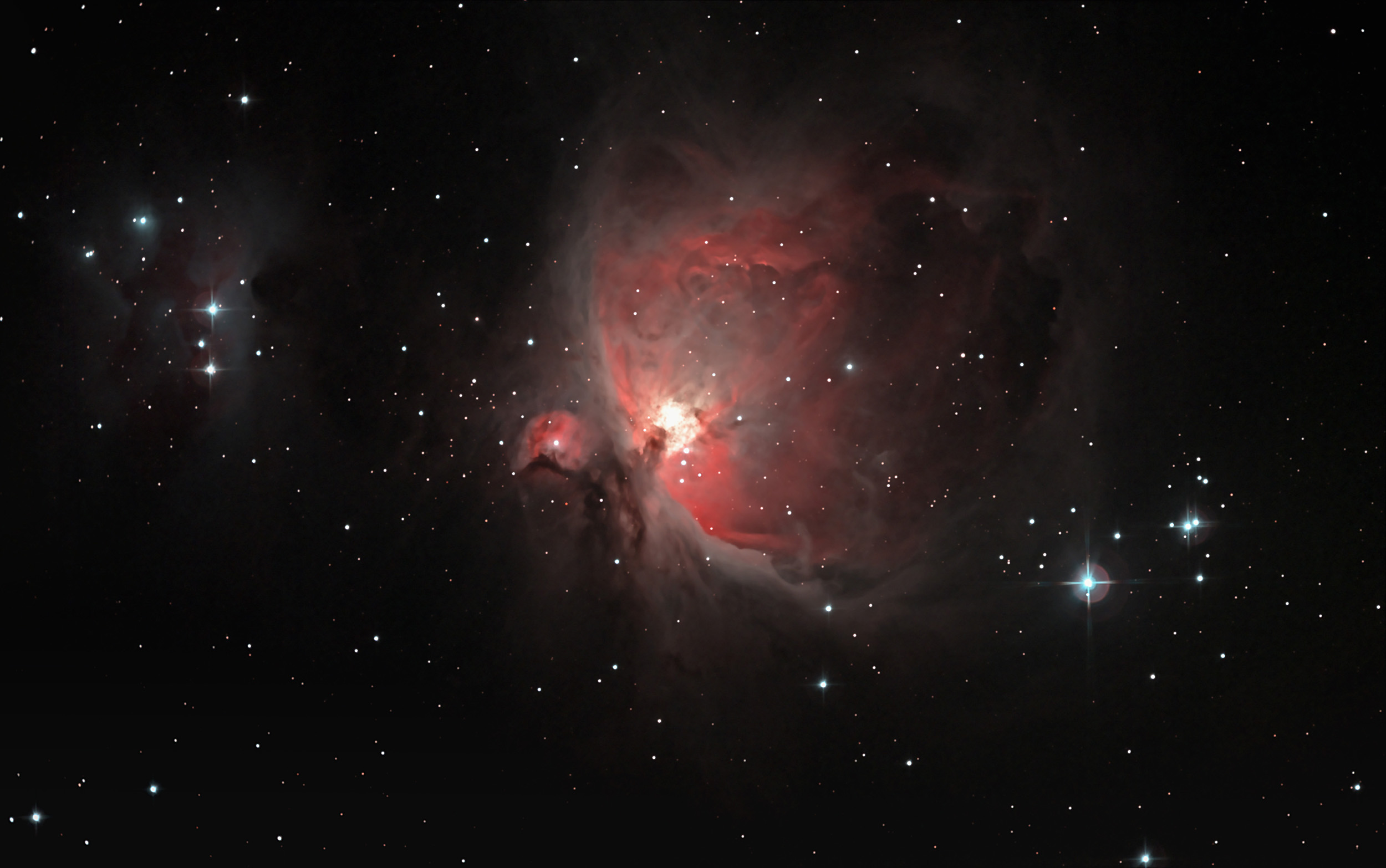
HD 36960 är den ljusare stjärnan i det snäva paret till höger om Jota Orionis längst ner till höger på bilden.

HD 36960 bildar ett snävt par med den något svagare HD 36959, som ligger 36 bågsekunder bort. Flera stjärnkataloger listar också stjärnan BD-06 ° 1233 av 9:e magnituden som en del av systemet. HD 36959 är i sig en mycket snäv dubbelstjärna med en följeslagare av 9:e magnituden. Alla dessa stjärnor ingår sannolikt i den öppna stjärnhopen NGC 1980 som också inkluderar Jota Orionis 7 bågminuter bort. HD 36960 beräknas ha en ålder av cirka sex miljoner år i överensstämmelse med andra stjärnor som tros ingå i NGC 1980.